# Кугушевы
Кугу́шевы (тат. Kügeşevlər, Күгешевләр) — русский княжеский род, из татарских князей. Внесён в VI часть родословной книги Пензенской губернии Российской империи.

## Происхождение и история рода
Кугушевы традиционно считались одного корня с Тенишевыми и Еникеевыми. Происходят от мурзы Акая Айтугановича Кугушева, пожалованного вотчиной в Темниковском уезде (1639). Князь Иван Кугушев воевода в Инсаре (1686—1687). Потомком Акая Кугушева в седьмом поколении князь Николай Кугушев (1833 — ?), участник Крымской войны, нижне-ломовский уездный предводитель дворянства (1890). Его сын Леонид Кугушев (11.11.1865, с. Покровская Варежка Н.-Ломовского уезда, ныне Каменского района — после 1917), председатель Пензенской губернской земской управы, первый комиссар Временного правительства в Пензенской губернии.
В грамотах царя Михаила Фёдоровича от 13 и 29 мая 1639 года Акай-Мурза Айтуганович Кугушев и его сыновья: Тляш, Кудаш и Аюкай названы князьями. Потомки их во всех служебных и других официальных актах именовались князьями.
Определением Правительствующего Сената от 09 октября 1834 года, 29 сентября 1848 года, 19 октября 1850 года, 06 мая 1854 года, 25 августа 1855 года, 24 января и 22 ноября 1856 года, 27 мая и 23 сентября 1858 года, 03 марта 1859 года, 25 сентября 1860 года, 06 февраля 1862 года, 27 января 1871 года и 15 ноября 1872 года утверждены в достоинстве татарских князей с внесением в VI часть родословной книги князья Кугушевы:
1. Титулярный советник Михаил Анисимович и его дети: титулярный советник Михаил, коллежский асессор Егор, ротмистр Григорий, майор Алексей, штабс-ротмистр Доримедонт, губернский секретарь Николай, ротмистр Александр и Александра, а также внуки: чиновник 12-го класса Андрей Егорович, штабр-ротмистр Захарий Григорьевич, губернский секретарь Михаил Николаевич с женою Александрою Давыдовною (урожд. княжна Абамелик), Михаил Александрович и правнуки: Аполлинарий, Мария и Анастасия Андреевны, Николай, Елизавета, Мария и Анна Михайловны.
2. Коллежский асессор Михаил Дмитриевич и его сыновья: поручик Николай и чиновник 7-го класса Василий, внуки: Николай, Василий и Пётр Николаевичи, Григорий и Флор Васильевичи.
3. Штабс-капитан Василий Николаевич и его дети: Елизавета, Митрофан, Варвара, Флор и Владимир.
4. Никифор Дмитриевич и его сын Иван и внуки: титулярный советник Василий и коллежский секретарь Иев Ивановичи и правнуки: Николай Васильевич, Николай, Александр, Константин, Иван, Василий и Дмитрий Иевлевичи.
5. Титулярный советник Николай Иванович и его дети: губернский секретарь Иван, штабс-капитан Дмитрий, титулярный советник Сергей и Мария и внуки: подпоручик Николай, титулярный советник Иван с женою Аделаидою Ивановною (урожд. Спитко), Аполлон, Пётр и Георгий Ивановичи, Василий, Александр, Надежда и Елизавета Сергеевны и правнуки: Прасковья, Лидия и Николай Николаевы.
6. Гавриил Степанович и его сыновья: губернский секретарь Федор и Афанасий и внуки: Ольга, Николай и Дмитрий Фёдоровы.
7. Подпоручик Яков Степанович.
8. Секунд-майор Федор Григорьевич.
9. Титулярный советник Василий Фёдорович и его сыновья: Павел, Александр и поручик Виктор и внуки: Константин, Иван, Виктор, Антонина и Александра Викторовны.
10. Титулярный советник Иван Фёдорович и его сын подпоручик Николай с женою Варварою Михайловною (урожд. Новикова) и внуки: Николай, Владимир, Анна, Александра и София Николаевны.
11. Штабс-капитан Виктор Дмитриевич и его дети: Елизавета, Николай, Дмитрий, Пётр, Сергей и Владимир[1].

О других известных представителях рода см. Кугушевы.
Современному представителю рода Кугушевых был проведён ДНК-тест Y-хромосомы, показавший наличие у него гаплогруппы N1c1 (L550+, L1025+), отличной от гаплогруппы Еникеевых.

## Описание герба
Щит разделен на четыре части. В первой лазоревой части серебряная рука в латах держит серебряный изогнутый меч с золотой рукояткой. Во второй серебряной части сосна с корнями натурального цвета. В третьей серебряной части червленый ключ, обращенный бородкой вниз. В четвёртой лазоревой части золотой лев, обращенный вправо, с червлеными глазами и языком. Щит увенчан дворянским коронованным шлемом. Нашлемник: правая рука в серебряных латах держит серебряный с золотой рукояткой изогнутый меч. Намёт: лазоревый, подложен серебром. Щитодержатели: два серебряных лебедя с червлеными глазами и языками, с черными клювами и лапами. Герб украшен княжеской мантией и увенчан княжеской короной. Герб рода Кугушевых князей татарских внесен в Часть 16 Общего гербовника дворянских родов Всероссийской империи, стр. 14.

## Известные представители
- Князь Кугушев Михаил Аюкаев — московский дворянин (1658), стольник (1690).
- Князья Кугушевы: Пётр Елмаметев, Фёдор и Пётр Кудашевы, Степан и Семён Аюкаевы, Иван Петрович. Иван Скунчалеевич, Иван Тахтаралеев, Ларион Сафаров, Иван Бегишев, Иван Кляшев, Даниил Иванович — стольники (1680—1692).
- Князь Кугушев Иван Тляшевич — стольник, воевода в Инсаре (1685—1687).
- Князь Кугушев Никита Алексеевич — московский дворянин (1692)[2][3].